# Casa Francioni Pampaloni
La Casa Francioni Pampaloni è un edificio di Firenze, situato in via Pietrapiana 7. Fu la casa di Mino da Fiesole.

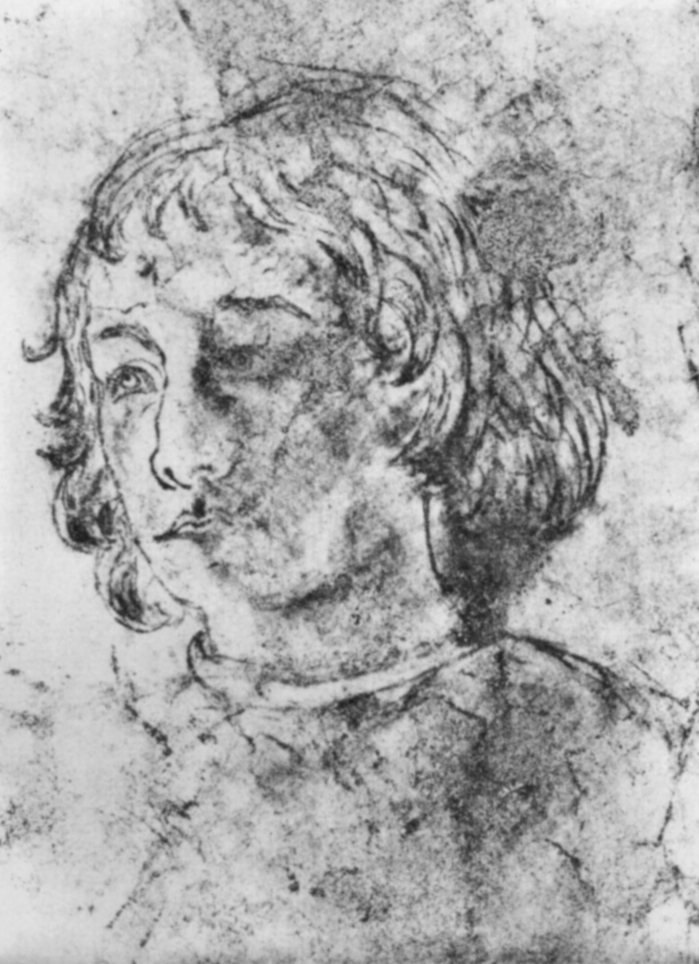
Uno dei disegni murali

## Storia e descrizione
La casa si presenta senza particolari pregi architettonici, per quanto si sia cercato di nobilitarne l'affaccio incorniciando con pietra artificiale le due finestre del primo piano, presumibilmente nel corso di un intervento databile al primi decenni del Novecento. 
La letteratura la identifica tuttavia come casa di Mino da Fiesole, artista sepolto nella vicina chiesa di Sant'Ambrogio e che la tradizione vuole qui abbia abitato fino alla morte (la notizia che la vorrebbe casa natale è invece confutata dai documenti che ne indicano l'acquisto nel 1464). In effetti, come riportato nel repertorio di Bargellini e Guarnieri, durante dei lavori di restauro furono scoperti sulle pareti alcuni disegni «...che confermarono la presenza dell'artista fra le mura di via Pietrapiana». Più in particolare questi disegni murali furono rinvenuti nel 1905 sotto lo scialbo di un andito al secondo piano e rimasti sconosciuti agli studiosi fino al 1958, quando, staccati da Dino Dini, furono presentati da Umberto Baldini alla mostra di affreschi ospitata nello stesso anno a Forte Belvedere.